# Sokolniki (wieś w rejonie świsłockim)
Sokolniki (biał. Сакольнікі; ros. Сокольники) – wieś na Białorusi, w obwodzie grodzieńskim, w rejonie świsłockim, w sielsowiecie Porozów.
W dwudziestoleciu międzywojennym miejscowość leżała w Polsce, w województwie białostockim, w powiecie wołkowyskim, w gminie Porozów. 16 października 1933 utworzyła gromadę Sokolniki w gminie Porozów. Po II wojnie światowej weszła w struktury ZSRR.
Zobacz też: Sokolniki (chutor).